# Ectatomma
Ectatomma es un género de hormigas.

## Especies
- Ectatomma brunneum Smith, 1858
- Ectatomma confine Mayr, 1870
- Ectatomma edentatum Roger, 1863
- Ectatomma gibbum Kugler & Brown, 1982
- Ectatomma goninion Kugler & Brown, 1982
- †Ectatomma gracile Emery, 1891
- Ectatomma lugens Emery, 1894
- Ectatomma muticum Mayr, 1870
- Ectatomma opaciventre (Roger, 1861)
- Ectatomma parasiticum Feitosa & Fresneau, 2008
- Ectatomma permagnum Forel, 1908
- Ectatomma planidens Borgmeier, 1939
- Ectatomma quadridens (Fabricius, 1793)
- Ectatomma ruidum (Roger, 1860)
- Ectatomma suzanae Almeida Filho, 1986
- Ectatomma tuberculatum (Olivier, 1792)
- Ectatomma vizottoi Almeida Filho, 1987